# (30566) Stokes
(30566) Stokes ist ein Asteroid des Hauptgürtels, der am 29. Juli 2001 vom italoamerikanischen Astronomen Paul G. Comba am Prescott-Observatorium (IAU-Code 684) in Arizona entdeckt wurde.
Benannt wurde der Asteroid am 28. März 2002 nach dem irischen Mathematiker und Physiker George Gabriel Stokes (1819–1903), der die Theorie der Absorption des Lichts (siehe Stokes-Shift) formulierte und der Namensgeber einer Vielzahl von Gleichungen ist.